# Porte fortifiée de Fourques
La porte fortifiée de Fourques est une porte de ville datant des XIIIe et XIVe siècles et constituant un élément des fortifications de la commune de Fourques dans les Pyrénées-Orientales.

## Localisation
La porte fortifiée de Fourques est située au sein du village, près de la mairie, et sur le bord méridional de l'ancien périmètre délimité par les fortifications et où elle donne sur la Rue du Château.

## Historique
Sans doute construite vers la fin du XIIIe siècle, la porte fortifiée est tout ce qui reste, avec quelques éléments de murs, de l'ensemble des fortifications du village de Fourques. Elle est inscrite au titre des monuments historiques le 8 octobre 1984.

## Architecture
Constituée de gros galets disposés en épi, la porte fortifiée comporte sur son côté extérieur deux arcs séparés par un mâchicoulis. Au-dessus, subsistent les éléments d'un chemin de ronde et, sous la porte derrière l'entrée, les restes d'une niche.

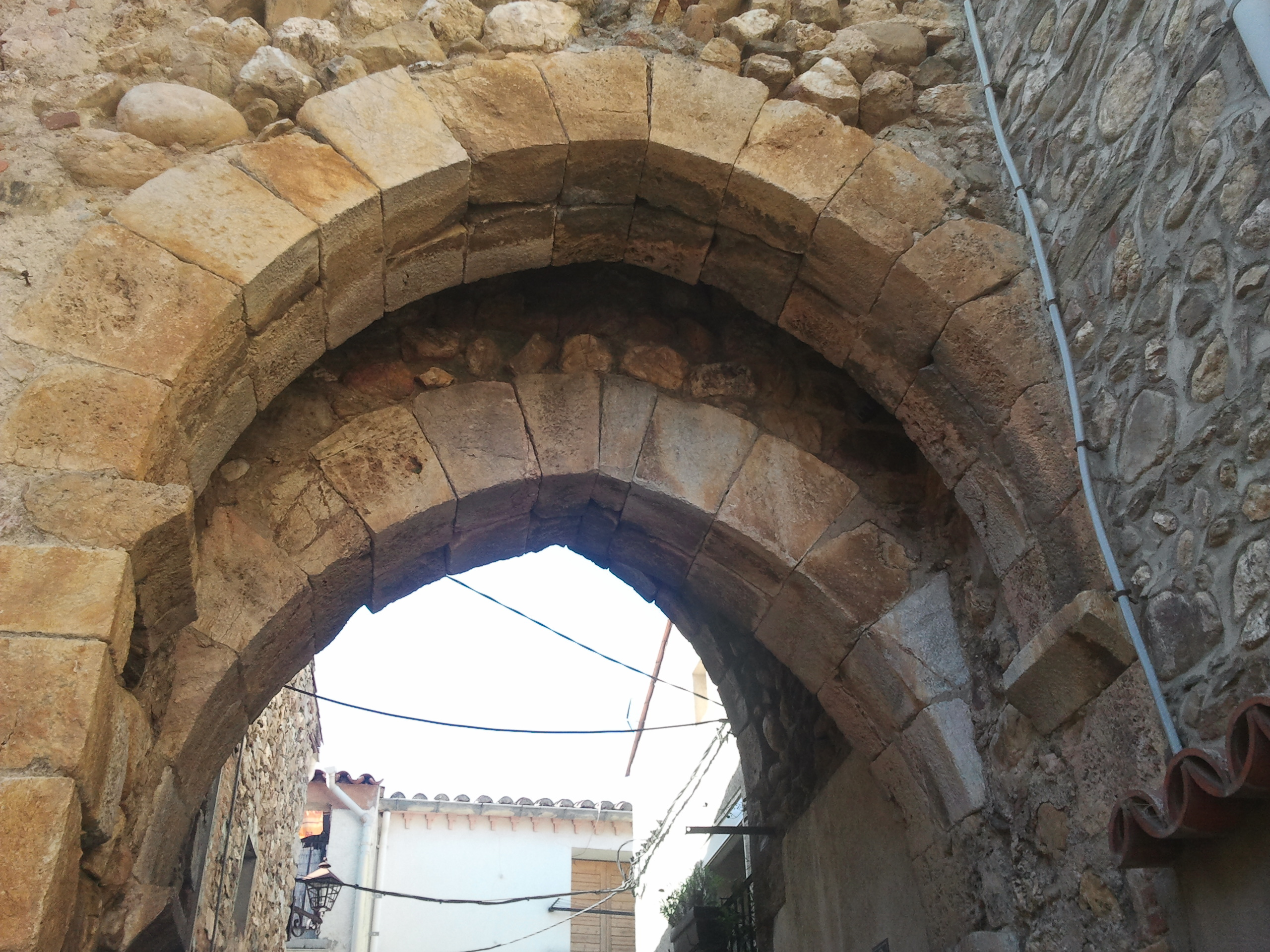
Détail du côté sud.
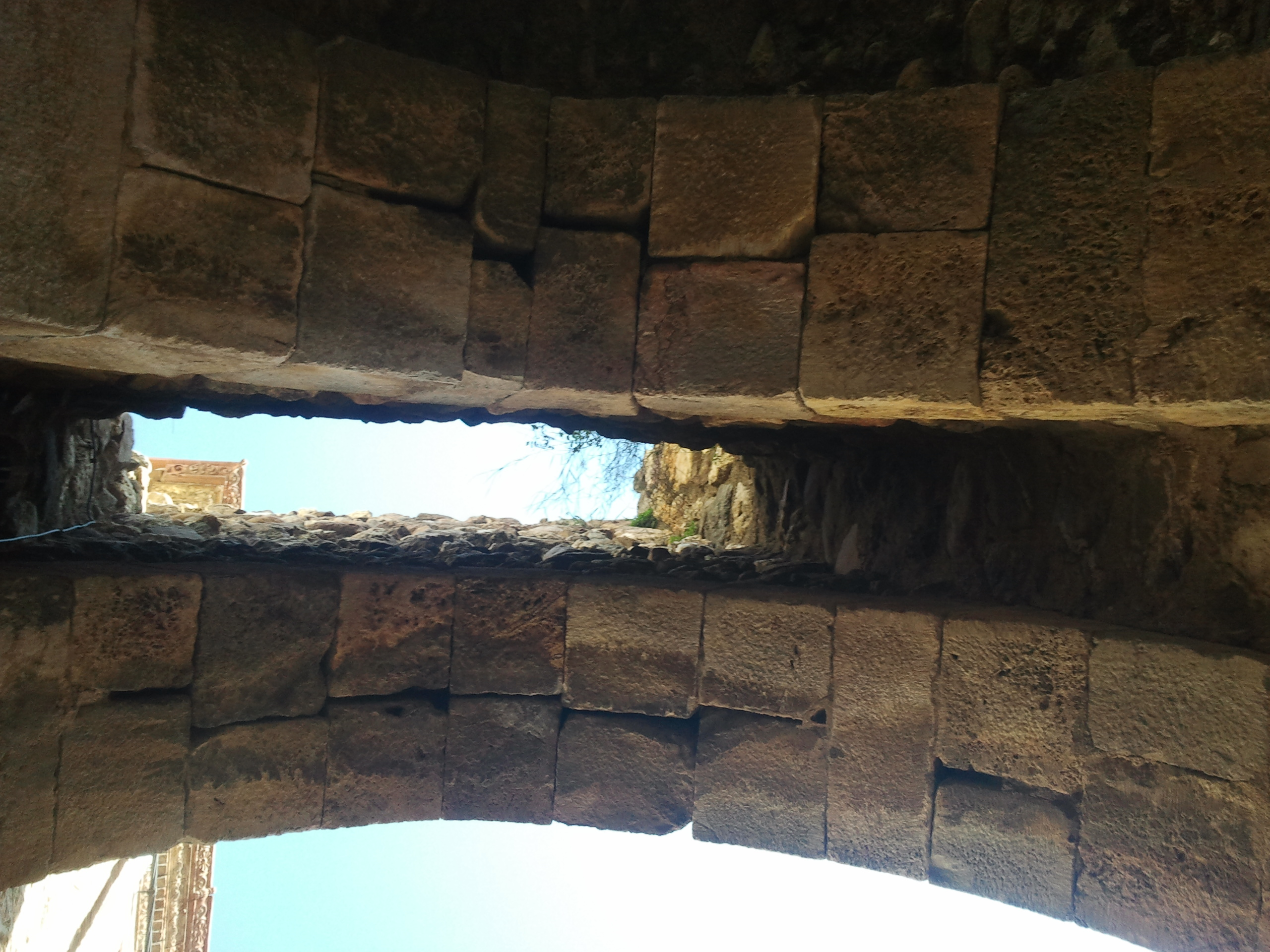
Le mâchicoulis.
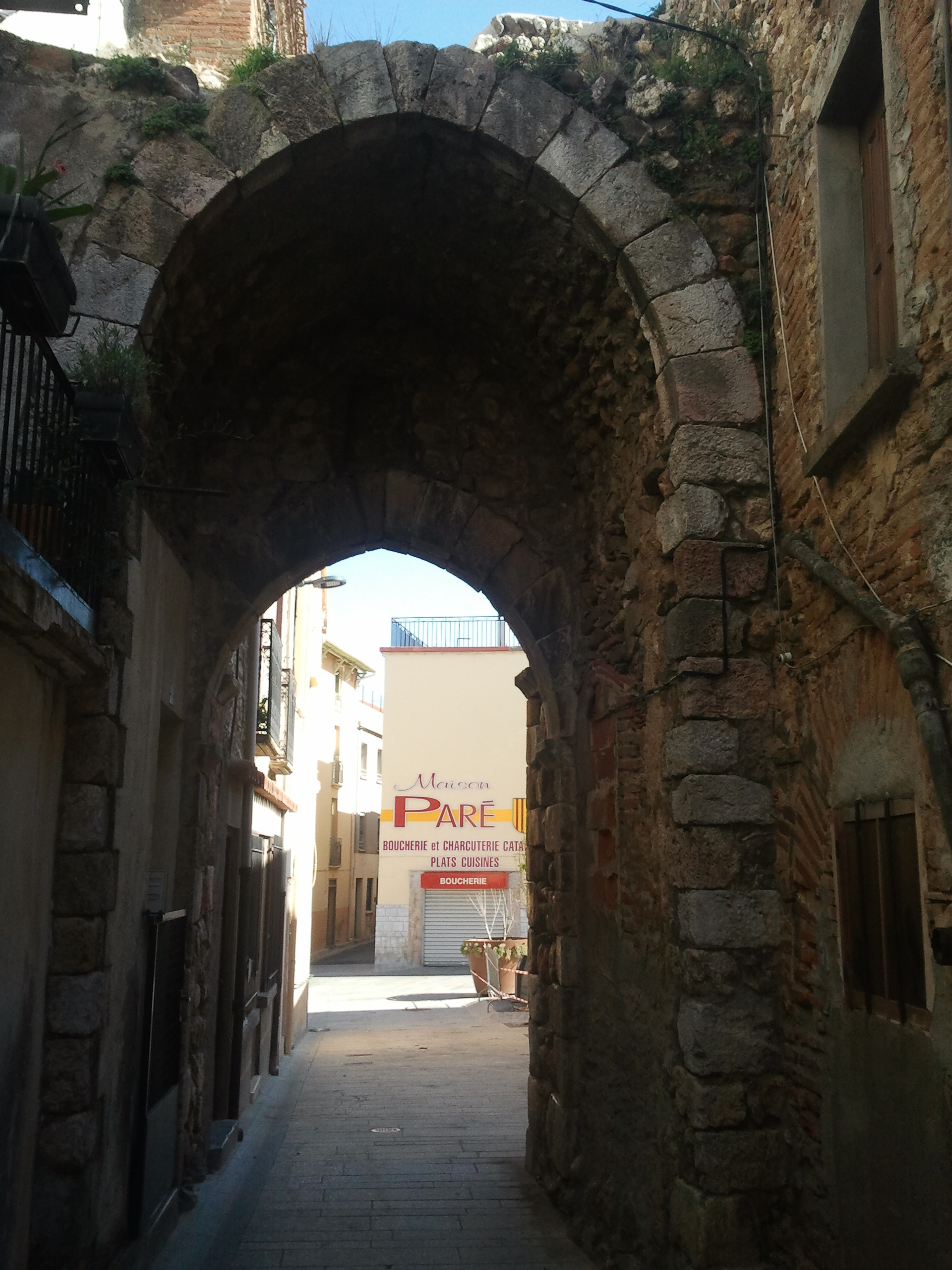
La face nord.